# Peter Blangé
Peter Blangé (ur. 9 grudnia 1964 w Voorburgu) – były holenderski siatkarz, reprezentant kraju, rozgrywający, a także trener. Dwukrotny medalista olimpijski.
Mierzący 205 cm wzrostu zawodnik w 1992 w Barcelonie wspólnie z kolegami zajął drugie miejsce. Cztery lata później znalazł się wśród mistrzów olimpijskich. Brał udział w IO 88 i IO 2000. W 1997 był mistrzem Europy. Grał we Włoszech, z Maxicono Parma (1992 i 1993) i Sisleyem Treviso (1998 i 1998) był mistrzem tego kraju. Z Treviso triumfował także w Lidze Mistrzów (1999).
Obecnie, od 2006 r. prowadzi reprezentację Holandii siatkarzy. Od 2007 r. jest także trenerem holenderskiego Nesselande Rotterdam.

## Kluby
- 1979–1986 Starlift Voorburg
- 1986–1988 Brother Martinus
- 1990–1991 Terme Acireale Catania
- 1991–1994 Maxicono Parma
- 1994–1996 Cariparma Parma
- 1996–1997 Moerser SC
- 1997–1999 Sisley Treviso
- 1999–2001 Vrevok Nieuwegein
- 2001–2002  Dynamo Apeldoorn

## Sukcesy

### Reprezentacyjne
Igrzyska olimpijskie
- 1992
- 1996

Mistrzostwa Europy
- 1997

Liga Światowa
- 1996

### Klubowe
Mistrzostwo Włoch
- 1992, 1993, 1998, 1999

Puchar Włoch
- 1992

Superpuchar Włoch
- 1998

Liga Mistrzów
- 1999

Puchar CEV
- 1992, 1995, 1998